# Ром (Нью-Йорк)
Ром (англ.  Rome) — город в округе Онайда в штате Нью-Йорк США.

## Описание
Находится в восточно-центральной части штата Нью-Йорк. Расположен в 15 милях (24 км) к северо-западу от Ютики.
Место, расположенное на древнем волоке индейцев между рекой Мохок и Вуд-Крик, было укреплено британцами ещё в 1725 году. Форт Стэнвикс (1758 г.), который заменил два предыдущих форта, был местом, где были заключены два важных договора (1768 г., 1784 г.) между коренными американцами и колонизаторами; форт был реконструирован как национальный памятник. Сражение при Орискани (6 августа 1777 года), остановившая британское наступление во время Американской революции, произошло в 6 милях (10 км) к востоку от современного Рома. Нанесенное на карту в 1786 году Домиником Линчем и названное Линчвиллем, сообщество на своём раннем росте находилось под влиянием завершения (1797 г.) канала, который соединял реку Мохок с Вуд-Крик. Строительство канала Эри (1817—1825 гг.) было начато в Линчвилле, и поселение служило отправной точкой для пионеров, двигавшихся на запад. Восстановленная деревня канала Эри, в 2,5 милях (4 км) к западу, увековечивает эти события. Линчвилл был инкорпорирован как деревня в 1819 году и был переименован в честь «героической защиты Республики, осуществленной там» — т. е. в Орискани. Ром был инкорпорирован как город в 1870 году.
Сообщество получило промышленное признание как «Медный город» благодаря производству латуни, проволоки, кабеля и других изделий. Позже в Роме развилась машиностроительная промышленность (дорожные грейдеры, пылесосы, кондиционеры, радиаторы). Сегодняшние отрасли производят медицинское и хирургическое оборудование, медные кровельные материалы и электрические провода. Дополнительными экономическими факторами являются производство грузовиков и фермы по выращиванию фруктов, государственные центры развития для умственно отсталых и глухих. Общественный колледж Мохок-Валли, часть системы Университета штата Нью-Йорк, имеет кампус в Роме. Рок-фестиваль Вудсток-99 прошёл недалеко от города в 1999 году, вызывая в памяти знаменитое мероприятие, проведенное 30 лет назад в южной части штата недалеко от города Вудсток. Население в 2000 году — 34 950 жителей, в 2010 году — 33 725 жителей.

## Население
| 2010   | 2020    |
| ------ | ------- |
| 33 725 | ↘32 127 |